# Sandemania hoehnei
Sandemania es un género monotípico de plantas con flores pertenecientes a la familia Melastomataceae. Su única especie: Sandemania hoehnei, es originaria de Brasil y Venezuela.

## Taxonomía
Sandemania hoehnei fue descrita por (Cogn.) Wurdack y publicado en  Phytologia 20(6): 370. 1970.
Sinonimia
- Comolia hoehnei Cogn.
- Leandra cogniauxii Ule
- Sandemania cogniauxii (Ule) Wurdack
- Sandemania glandulosa Wurdack
- Sandemania lilacina Gleason[1][2]